# Sebatum

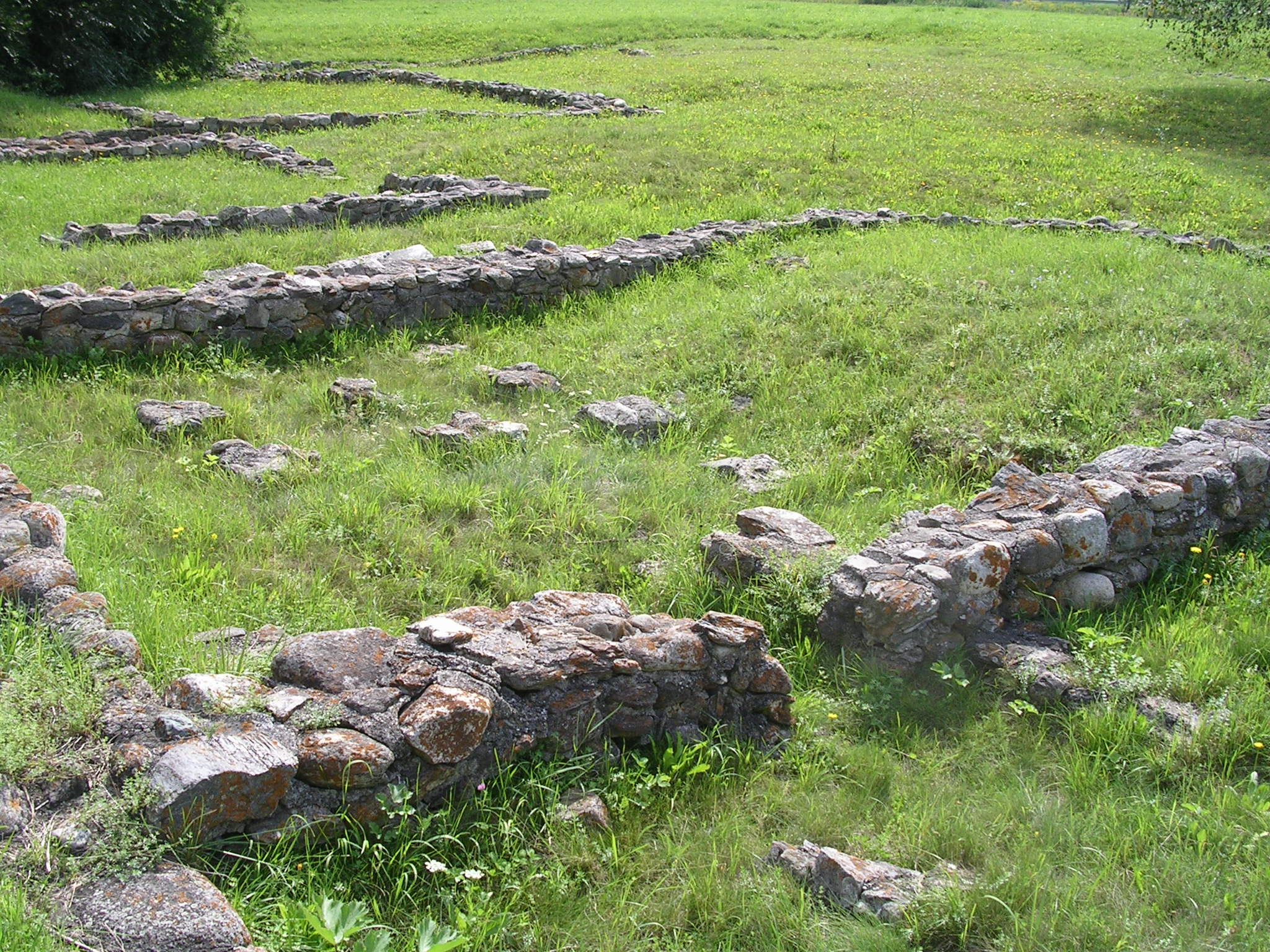
Noch heute sind die Grundrisse einiger Bauten deutlich zu sehen.

Sebatum war eine römische Straßenstation der Via Julia Augusta auf dem Gebiet des heutigen St. Lorenzen in Südtirol. Sie dürfte von den Römern nach der Eroberung des Gebietes im 1. Jh. errichtet worden sein und bis ins 5. oder 6. Jh. bestanden haben.

## Geschichte
Im Jahre 15 v. Chr. unterwarfen die Römer im Rahmen der Augusteischen Alpenfeldzüge das keltische Königreich Norikum. Es wurde zuerst ein Vasall, ehe es 45 n. Chr. unter Claudius annektiert wurde. Im mittleren Pustertal siedelten die Saevaten, ein kleiner Keltenstamm der Noriker, der sich den übermächtigen Römern wohl kampflos ergeben musste. Ihr Hauptort Sebatum wurde Teil des Ager Aguntinum in der Verwaltungseinheit des Municipium Claudium Aguntum. Spätestens mit der Annexion begann der Umbau der keltischen Siedlung zur römischen Straßenstation.
Im 2. Jh. n. Chr. schwang sich der Ort zu einem kleinen Handelszentrum auf. Sebatum war eine Station der Via Julia Augusta, die als Abkürzung zwischen Veldidena und Aguntum beziehungsweise Aquileia fungierte. Diese Römerstraße wurde besonders für Transporte zwischen Raetia, Germania superior bzw. inferior und der östlichen Adria-Küste benutzt. Auf dieser Strecke war Sebatum die Station zwischen Vipitenum und Littamum. Die Stationen trennte in der Regel die Distanz einer Tagesreise. Die gesamte Siedlung Sebatum bestand aus einem Castrum, einer Therme, einem Macellum, zwei Gräberfeldern, Schmieden, einigen Römervillen und einem Vicus. Ab dem 4. Jh. gab es zudem eine frühchristliche Kirche.
Ab dem 3. Jh. erfuhr Sebatum wiederholt militärische Angriffe. Im Zuge der Völkerwanderung gab es mehrere Brände. Mit der Reichsteilung von 395 und dem Untergang des Römischen Reiches verlor Rom endgültig die Macht über das Gebiet. Das verbliebene Volk dürfte Sebatum noch bis in die zweite Hälfte des 6. Jh. besiedelt haben, ehe es sich schließlich auf dem Lothener Burgkofel ansiedelte. Einige Bewohner verzogen ins noch heute ladinische Gadertal, das zur Völkerwanderungszeit als Refugium galt, und gründeten neue Siedlungen.

## Archäologie

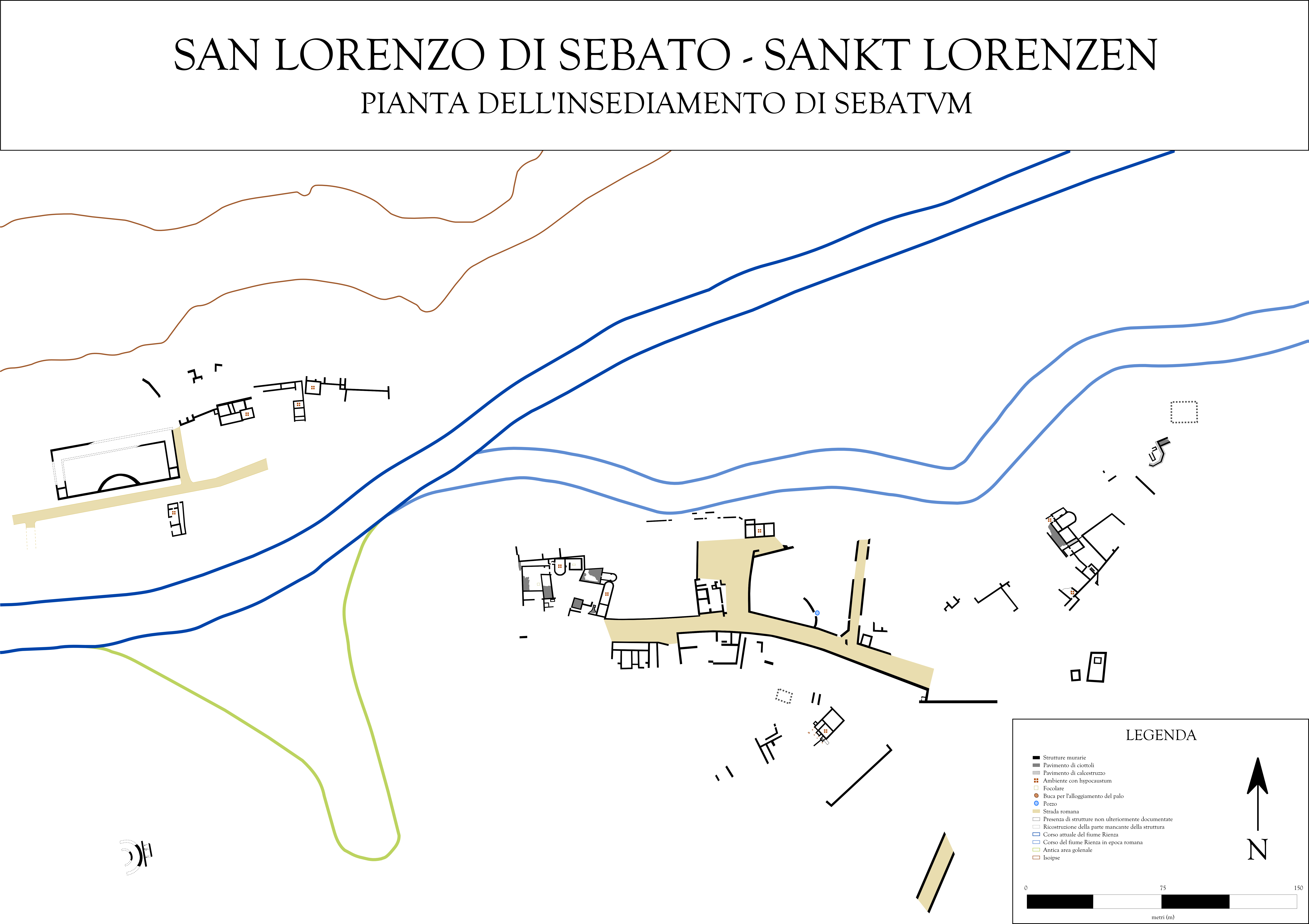
Darstellung aller freigelegten Grundrisse

Im 19. Jh. manifestierte sich die These des deutschen Historikers Theodor Mommsen, dass Sebatum „bei Sankt Laurenzen und der Landstadt Bruneck“ gelegen haben musste. Mit der Ausgrabung Aguntums und Veldidenas im 18. Jh. und den Distanzen der Via Julia Augusta in den römischen Urkunden gelang die Lokalisierung. 1906 wurden erste sehr ergiebige Ausgrabungen auf den Savoy-Steger-Feldern durchgeführt. Sie legten römische Keramikfliesen, Münzen und Teile eines dem Jupiter geweihten Marmoraltars frei. Auch beim Bau der Pustertaler Staatsstraße in den 20ern und 30ern stieß man auf einige Fundstücke.
Zwischen 1938 und 1940 wurden die Fundamente des Macellums rechts der Rienz vor der Sonnenburger Weinleite (Hilberfelder) ausgegraben, die noch heute gut sichtbar frei liegen. Auf der Frohnwiese und dem Elzenbaumacker sind die Fundamente der Therme zu sehen, die mit Hypokaustum ausgestattet war.
Der Vicus lag auf dem Schrafflbühel (Alverà- und Kostnerfelder) sowie etwas südwestlich der heutigen Heilig-Kreuz-Siedlung. Man fand dort beispielsweise 1938 eine Landvilla mit Hypokaustum und Fragmenten eines Brünnleins aus Ratschingser Marmor, die im Stadtmuseum Bozen ausgestellt sind. Weitere distinguierte als auch einfache Wohnanlagen fand man auf den Feldern Puenland, Mayer, Robara, Schwemmberger und Mutschlechner.
Auf eine frühchristliche Kirche stieß man 1995 an der Stelle der heutigen Pfarrkirche. Sie lässt sich ins 4. oder 5. Jh. datieren und zeigt noch gut erkennbare Reste des Chors als auch der Apsis.
Die Gräberfelder wurden auf der Pichlwiese und den Pflaurenzer Feldern freigelegt. Der erste Sargfund bei Pflaurenz wurde bereits 1803 gemacht. Bis 1938 wurden einige Grabstellen dort ausgehoben, es dürfte sich um den Friedhof für die Oberschicht gehandelt haben. Die Pichlwiese wies verschiedenste Arten von Gräbern auf; von gemauerten Särgen über Urnen bis hin zu Baumsärgen. Bei beiden Grabfeldern stieß man selbstredend auf eine Unzahl an Grabbeigaben – Vasen, Glasperlen, Fibeln, Terra Sigillata, Firmalampen, Unguentarien etc. Manche tragen gewöhnliche Fecit-Signaturen. Andere Gravuren deuten auf einen spirituellen Hintergrund hin, z. Bsp. steht auf einem Ring SOLI ET LVNE (dt.: „für Sonne und Mond“).

## Name
Der Name kommt vom Volk der Saevaten. Sie sind in einer Inschrift aus der Zeit zwischen 41 und 54 n. Chr. erwähnt, die man auf einem Weihestein im heutigen Zuglio entziffert hat. Sie belegt die Volksstämme der Saevaten und der Laianker im Norikum:

„C(aio) BAEBIO P(ubli) F(ilio) CLA(udia) / ATTICO / IIVIR(o) I(ure) [D(icundo)] PRIMO PIL(o) / LEG(ionis) V MACEDONIC(ae) PRAEF(ecto) / C[I]VITATIVM MOESIAE ET/ TREBALLIA[E] [PRA]EF(ecto) [CI]VITAT(ium) / IN ALPIB(us) MARITVMIS T[R(ibuno)] MIL(itum) COH(ortis) / VIII PR(aetoriae) PRIMO PIL(o) ITER(um) PROCVRATOR(i) / TI(beri) CLAVDI CAESARIS AVG(usti) GERMANICI / IN NORICO / CIVITAS / SAEVATVM ET LAIANCORVM“

Der griechische Geograph Claudius Ptolomaeus schreibt in seiner Geografia (2. Jh. n. Chr.) vom Stamm der Σεουακες (Seouakes) im westlichen Noricum, was die Gräzisierung des Volksnamens ist.
Im Itinerarium Antonini (3. Jh. n. Chr.) ist die Mansio Sebatum in der deklinierten Form erwähnt:

„Item ab Aquileia per compendium Veldidena m.p.m. CCXV sic: Ad Tricesimum m.p.m. XXX / Iulia Carnico m.p.m. XXX / Loncio m.p.m. XXII / Agunto m.p.m.XVIII / Littamo m.p.m. XXIII / Sebato m.p.m. XXIII / Vipiteno m.p.m. XXXIII / Veldidena m.p.m. XXXVI“

Das Wort kann keltisch sein und auf den belegten Personennamen Seboθθu zurückgehen.